# Mistrzostwa Świata w Saneczkarstwie 2024
52. Mistrzostwa świata w saneczkarstwie 2024 odbyły się w dniach 22–28 stycznia w niemieckim Altenbergu. Rozegranych zostało dziewięć konkurencji: sprint jedynek kobiet, jedynki kobiet, sprint jedynek mężczyzn, jedynki mężczyzn, sprint dwójek kobiet, dwójki kobiet, sprint dwójek mężczyzn, dwójki mężczyzn oraz zawody drużynowe.

## Terminarz i medaliści
| Data             | Miejscowość | Konkurencja               | Złoto                                                                                                  | Srebro | Brąz                                                                                                  |
| ---------------- | ----------- | ------------------------- | --- | --- | --- |
| 26 stycznia 2024 | Altenberg   | Jedynki kobiet – sprint   | Julia Taubitz                                                                                          | Natalie Maag                                                                                                 | Elīna Ieva Vītola                                                                                     |
| 26 stycznia 2024 | Altenberg   | Jedynki mężczyzn – sprint | David Gleirscher                                                                                       | Max Langenhan                                                                                                | Kristers Aparjods                                                                                     |
| 26 stycznia 2024 | Altenberg   | Dwójki kobiet – sprint    | Włochy Andrea Vötter · Marion Oberhofer                                                                | Łotwa Anda Upīte · Zane Kaluma                                                                               | Łotwa Marta Robežniece · Kitija Bogdanova                                                             |
| 26 stycznia 2024 | Altenberg   | Dwójki mężczyzn – sprint  | Łotwa Mārtiņš Bots · Roberts Plūme                                                                     | Austria Thomas Steu · Wolfgang Kindl                                                                         | Austria Juri Gatt · Riccardo Schöpf                                                                   |
| 28 stycznia 2024 | Altenberg   | Jedynki kobiet            | Lisa Schulte                                                                                           | Julia Taubitz                                                                                                | Madeleine Egle                                                                                        |
| 27 stycznia 2024 | Altenberg   | Jedynki mężczyzn          | Max Langenhan                                                                                          | Nico Gleirscher                                                                                              | Felix Loch                                                                                            |
| 27 stycznia 2024 | Altenberg   | Dwójki kobiet             | Austria Selina Egle · Lara Michaela Kipp                                                               | Łotwa Anda Upīte · Zane Kaluma                                                                               | Stany Zjednoczone Chevonne Forgan · Sophia Kirkby                                                     |
| 27 stycznia 2024 | Altenberg   | Dwójki mężczyzn           | Austria Juri Gatt · Riccardo Schöpf                                                                    | Austria Thomas Steu · Wolfgang Kindl                                                                         | Niemcy Tobias Wendl · Tobias Arlt                                                                     |
| 28 stycznia 2024 | Altenberg   | Sztafeta mieszana         | Niemcy Julia Taubitz · Tobias Wendl · Tobias Arlt · Max Langenhan · Dajana Eitberger · Saskia Schirmer | Stany Zjednoczone Summer Britcher · Dana Kellogg · Frank Ike · Tucker West · Chevonne Forgan · Sophia Kirkby | Łotwa Elīna Ieva Vītola · Mārtiņš Bots · Roberts Plūme · Kristers Aparjods · Anda Upīte · Zane Kaluma |

## Klasyfikacja medalowa
| Miejsce | Państwo           | złoto | srebro | brąz | Razem |
| ------- | ----------------- | ----- | ------ | ---- | ----- |
| 1.      | Austria           | 4     | 3      | 2    | 9     |
| 2.      | Niemcy            | 3     | 2      | 2    | 7     |
| 3.      | Łotwa             | 1     | 2      | 4    | 7     |
| 4.      | Włochy            | 1     | 0      | 0    | 1     |
| 5.      | Stany Zjednoczone | 0     | 1      | 1    | 2     |
| 6.      | Szwajcaria        | 0     | 1      | 0    | 1     |